# Кауфман Абрам Йосифович
Абрам Йосифович Кауфман (22 листопада 1885, Мглин, Чернігівська губернія, Російська імперія — 25 березня 1971, Тель-Авів-Яфо, Ізраїль) — лікар російського походження, організатор громади та сіоніст, який допоміг захистити кілька десятків тисяч євреїв, які шукали сховища у Східній Азії під час Другої світової війни.
Він був заарештований і ув'язнений радянською владою відразу після війни та інтернований в радянський табір ГУЛАГ з 1945 по 1956 рік.  Згодом ізраїльська влада працювала над прискоренням його імміграції до Ізраїлю.

## Біографія
Абрам Кауфман народився в 1885 році в Мегільне (Мглине), крихітному єврейському селі поблизу Чернігова  в Україні, яка тоді входила до складу Російської імперії. Він був правнуком рабина Шнеура Залмана з Ляді, який заснував рух «ХаБаД». У 1903 році Кауфман закінчив гімназійний інститут (середню школу) в Пермі (Росія), де зацікавився сіонізмом. Потім він вивчав медицину з 1904 року в Бернському університеті. Закінчивши навчання, повернувся до Росії в 1908 році Кауфман став затятим сіоністом. Працюючи в Пермі після отримання медичного ступеня,  вільний час присвячував підтримці руху. Він побував у багатьох містах, читаючи лекції про сіонізм, і керував організацією «Ховевей Сіон», яку очолював його батько Йосиф.

## Переїзд до Китаю

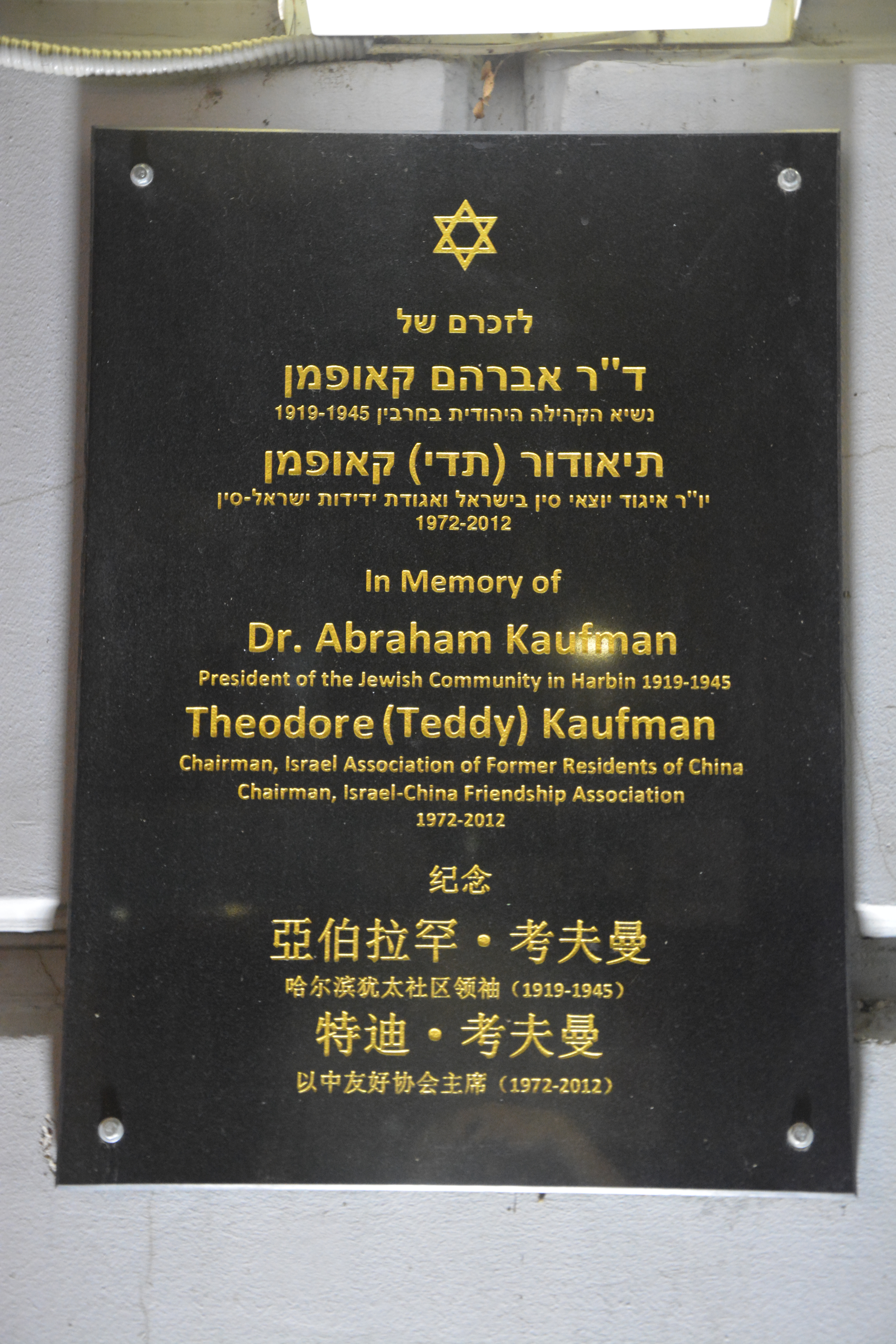

Кауфман емігрував у Харбін (Китай) у 1912 році. Він швидко став  організатором єврейських організаціях.  У 1914 р.  допоміг організувати  Єврейський комітет допомоги жертвам війни, який забезпечив приблизно 200 000 біженців Першої світової війни притулком, продуктами харчування та медичним обслуговуванням.  У 1919 році він став сионістським лідером у харбінській єврейській громаді  та Маньчжурії в 1930-х роках. Кауфман став невід'ємною частиною культурних організацій харбінського єврейства. Між 1919 і 1945 роками він:  
- медичний директор єврейської лікарні Харбіна.
- голова єврейської громади Харбіна.
- голова Єврейського національного фонду та Керен Хайезод Сіоністські організації збору коштів.
- член правління Всесвітньої сіоністської організації та Єврейського агентства.
- голова єврейської сіоністської організації Китаю.
- президент Єврейської асоціації в Харбіні.
- У 1921-1943 роках — головний редактор щотижневого журналу «Еврейская жизнь», що друкувався російською мовою.
- голова Національної ради євреїв Східної Азії (Далекий Схід) у 1937 році.

Кауфман також був головою Далекосхідної єврейської ради, яку він допоміг заснувати, а також «Ваад Халеумі» (Ваад-Галеумі), заснованої в 1937 році.

## Діяльність під час Голокосту
Кауфман організував три великі конференції Далекосхідної єврейської ради, які об'єднали євреїв з усієї Східної Азії. Він працював, щоб заохотити євреїв з інших частин регіону та світу думати про Маньчжурію як про притулок для євреїв.
У травні 1939 року Кауфмана запросили з офіційним візитом до Токіо, де він відвідав міністерств японського уряду, зустрівся з низкою чиновників і став одним з небагатьох іноземців, удостоєних імператорської нагороди. Він скористався цією можливістю, щоб висловити урядовцям потреби та позиції євреїв.  Він офіційно подякував прем'єр-міністру Нобуюкі Абе за безсумнівний захист, запропонований євреям у Східній Азії японською владою, і висловив припущення, що Японія створить безпечний притулок у Східній Азії, і єврейські громади Східної Азії підтримуватиме бачення імперської Японії нового порядку в Східній Азії.
До 1942 року велика кількість євреїв шукали притулку в Японії. У 1941 році керівник гестапо Йозеф Майзінгер відвідав гетто і запропонував плани знищення єврейського населення. Кауфман завдяки своєму впливу та контактам в уряді Японії працював над тим, щоб не допустити здійснення планів Майзінгера. Зрештою, Кауфман досягнув успіху, і схеми Майзінгера були відхилені Токіо, але не раніше, ніж лікар разом із сімома іншими лідерами єврейської громади були заарештовані.
Після звільнення Кауфман повернувся  до своєї діяльності з Далекосхідною єврейською радою, яка передбачала збір пожертв сильно збіднілій єврейській громаді в Шанхаї. 

## Післявоєнний арешт Радами
У 1945 році, за кілька днів до закінчення другої світової війни, Радянський Союз оголосив війну Японії та вторгся до Маньчжурію, захопивши Харбін. Ради влаштували офіційний захід, на який запросили багатьох лідерів меншин міста, включаючи доктора Кауфмана. Тоді Ради викрали його разом з двома його колегами, Анатолієм Григоровичем Орловським та Мойсеєм Гдалійовичем Зіміним. Згодом їх заарештували за звинуваченням у співпраці з іноземними силами. Колишнім співмешканцем Кауфмана був інший сіоніст Хаїм Вейцман.
Організаторів єврейської громади було доставлено до Радянського Союзу, де Кауфман був ув'язнений у трудовому таборі ГУЛАГ на 11 років.

## Еміграція до Ізраїлю
Після звільнення Кауфмана з ГУЛАГу у 1956 році він переїхав до Караганди (Казахстан), а 25 березня 1961 року емігрував до Ізраїлю. До нього приєднався його син Теодор (Тедді) Кауфман, який згодом обіймав високу посаду в уряді Ізраїлю. Доктор Кауфман провів решту свого життя практикуючи медицину, спеціалізуючись на педіатрії під керівництвом Гістадрута в Ізраїлі. Помер 25 березня 1971 року та був похований у Тель-Авіві.

## Сім'я
Дружина Кауфмана також закінчила медичний факультет в Бернському університеті.  Син Кауфмана Теодор став президентом Асоціації колишніх єврейських жителів Китаю, а також Товариства дружби Ізраїль-Китай. Він разом з професором Академії соціальних наук Хейлунцзяна Цю Вей написали «Почуття дому з боку харбінських євреїв». Дружина Теодора, Раша Сегерман, у молодості навчалася в Шанхайській єврейській школі.